# BK 37
BK 37 (Bordkanone 37) — немецкая 37-мм авиационная пушка, применявшаяся для борьбы с танками и тяжёлыми бомбардировщиками союзников.

## История создания
Для борьбы с танками и тяжёлыми 4-моторными бомбардировщиками союзников германское командование в 1943—1944 годах решило использовать на самолётах пушки калибра 37-75 мм. До этого времени применение таких пушек в немецкой авиации даже не планировалось, и не то, что серийных авиационных пушек, но даже и опытных образцов не было. Пришлось создавать импровизированные установки на базе армейских орудий. Взяв за основу качающуюся часть 37-мм зенитной пушки Flak 18, немцы создали авиационную пушку BK 37.
На тяжёлом истребителе Bf. 110 серии G-4a/Rl, R2/R3 в дополнение к двум 30-мм пушкам MK. 108 с боекомплектом по 135 выстр./ствол была установлена 37-мм автоматическая пушка BK 37. Она крепилась под фюзеляжем в закрытом обтекателе. Питание пушки ВК 3,7 производилось из магазина, расположенного в нижней части кабины. Ёмкость магазина составляла 12 патронов.
Две 37-мм пушки BK 37 были установлены на пикирующих бомбардировщиках Ju. 87 модификаций G1 и G2 в двух контейнерах. На части Ju. 87, вооружённых BK 37, было снято при этом остальное вооружение, а на части оставалось штатное вооружение: три 7,92-мм неподвижных пулемёта MG. 17 и один 7,92-мм турельный пулемёт MG. 15.

## Принцип действия
Автоматика пушки ВК 3,7 работала за счёт энергии отката ствола при его коротком ходе. Темп стрельбы составляет 160 выстр./мин. В боекомплект входили осколочные снаряды весом 645 г., имевшие начальную скорость 820 м/с, и бронебойные снаряды весом 685 г., имевшие начальную скорость 770 м/с. Осколочные снаряды применялись по воздушным целям, а бронебойные — по танкам и советским «Ил-2». На дистанции 500 м бронебойный снаряд пробивал по нормали 35-мм броню, а под углом 30° к нормали — 25-мм броню. При стрельбе подкалиберным снарядом весом 405 г. начальная скорость увеличивалась до 1100 м/с, а бронепробиваемость примерно в 1,5 раза. (Данные для наземной стрельбы. С учётом скорости самолёта бронепробиваемость была выше приблизительно на 5 мм.). Бронебойный эффект существенно повышался за счёт использования сердечников из карбида вольфрама. Кроме того, пилот мог выбирать направление атаки таким образом, чтобы поражать танк в наименее защищённую часть: борт или корму. В результате, опытные пилоты, такие как Ганс-Ульрих Рудель, добивались впечатляющих результатов в борьбе с танками.

## Боеприпасы
| Патроны к 3,7 cm BK.                                                                                       | Масса патрона, г | Масса пули, г | Масса заряда, г | Масса ВВ, г | Начальная скорость, м/с | Бронебойное действие, мм/град/м          | Темп стрельбы, выст/мин |
| --- | ---------------- | ------------- | --------------- | ----------- | ----------------------- | ---------------------------------------- | ----------------------- |
| БПТ без самоликвидатора 3,7 cm H-Panzergranatpatrone L'spur o. Zerl. (3,7 cm H-Pzgr.Patr. L’spur o. Zerl.) | 1290             | 405±8         | 230             | -           | 1150                    | 140/90/100 69/60/100 95/90/600 47/90/600 | -                       |

БПТ - бронебойно-подкалиберная-трассирующая;